# William Labov
William Labov (Passaic, 4 dicembre 1927 – Filadelfia, 17 dicembre 2024) è stato un linguista statunitense, considerato il fondatore della sociolinguistica, ossia la branca della linguistica che studia i collegamenti tra il linguaggio e la società.

## Biografia
Labov condusse diversi esperimenti, i più famosi dei quali furono quelli fatti nell'isola di Martha's Vineyard, e quello eseguito a New York negli anni sessanta, in tre diversi famosi grandi magazzini, per osservare come i commessi pronunciassero la lettera "r" e le differenze di pronuncia tra gli individui socialmente elevati e i più modesti.
Morì nella sua casa di Filadelfia all'età di 97 anni il 17 dicembre 2024, lasciando sette figli, una dei quali adottata.